# 미우라 겐타
미우라 겐타(일본어: 三浦 弦太, 1995년 3월 1일 ~ )는 일본의 축구 선수로 현재 J1리그의 감바 오사카에서 수비수로 활동하고 있다.

## 구단 경력
그는 2013년부터 J리그의 시미즈 에스펄스, 감바 오사카에서 뛰었다.

## 국가대표팀 경력
그는 2017년 EAFF E-1 풋볼 챔피언십에 참가할 일본 국가대표팀에 발탁되었으며, 12월 12일 중국와의 경기에서 데뷔했다. 2019년 AFC 아시안컵에도 출전, 준우승. 2019년 EAFF E-1 풋볼 챔피언십에도 출전. 그는 2019년까지 국제 A매치 통산 10경기에 출전, 1득점을 넣었다.

## 통계
| 일본 | 일본 | 일본 |
| 연도 | 출전 | 득점 |
| ---- | ---- | ---- |
| 2017 | 2    | 0    |
| 2018 | 3    | 0    |
| 2019 | 5    | 1    |
| 통산 | 10   | 1    |

## 수상

### 클럽
시미즈 에스펄스
- J2리그 : 준우승 (2016)

감바 오사카
- J1리그 : 준우승 (2020)
- 일왕배 : 준우승 (2020), 4강 (2019)

### 국가대표팀
일본
- AFC 아시안컵 : 준우승 (2019)
- EAFF E-1 풋볼 챔피언십 : 준우승 (2019)